# Metal Gear Solid V: The Phantom Pain
Metal Gear Solid V: The Phantom Pain (メタルギアソリッドV ザ・ファントム・ペイン, Metaru Gia Soriddo Faibu Za Fantomu Pein) é um jogo eletrônico de ação-aventura furtiva desenvolvido pela Kojima Productions, co-produzido pela Kojima Productions Los Angeles e realizado, desenhado, co-produzido e co-escrito por Hideo Kojima. Foi publicado pela Konami para Microsoft Windows, PlayStation 3, PlayStation 4, Xbox 360 e Xbox One a 1 de Setembro de 2015. The Phantom Pain é o oitavo título canónico na série Metal Gear e o sexto dentro da sua cronologia fictícia. O jogo serve como continuação para Metal Gear Solid V: Ground Zeroes, mas a sua história é anterior aos eventos ocorridos no jogo original Metal Gear original. Contém o mesmo subtítulo, Tactical Espionage Operations, usado pela primeira vez em Metal Gear Solid: Peace Walker.
A acção acontece em 1984, nove anos depois de Ground Zeroes, e segue o mercenário Punished "Venom" Snake, à medida que este se aventura na África (no decorrer da Guerra Civil Angolana, na fronteira Angola-Zaire) e no Afeganistão durante a Guerra Soviética-Afegã, para procurar vingança sobre as pessoas que destruíram as suas forças e que quase o mataram durante os eventos ocorridos em Ground Zeroes.
Metal Gear Solid V: The Phantom Pain teve um orçamento de produção superior a $80 milhões e é composto por dois projectos que já tinham sido anunciados pelo estúdio Kojima Productions, disfarçado na forma de um engano complexo. O primeiro é Metal Gear Solid V: Ground Zeroes, revelado originalmente numa demonstração do motor FOX Engine durante o evento de comemoração do 25º aniversário da série Metal Gear em Agosto de 2012. O segundo é The Phantom Pain, mostrado em um vídeo nos prémios Spike TV Video Game Awards em Dezembro de 2012, e apresentado como um produto da empresa fictícia Moby Dick Studios, com o logótipo de Metal Gear Solid V virtualmente escurecido. A 27 de Março de 2013 foi revelado a verdadeira natureza de ambos os projetos durante a Game Developers Conference, onde Kojima anunciou que Ground Zeroes serve como prólogo para The Phantom Pain e ambos os títulos combinam num único trabalho, editados separadamente.
Metal Gear Solid V: The Phantom Pain recebeu aclamação universal por parte da critica especializada. Os elogios focarem-se nos seus visuais e sobretudo na jogabilidade, por conter mecânicas muito detalhadas e sistemas interligados que permitem dar ao jogador uma enorme liberdade na forma como aborda os objectivos. No entanto, a história foi objecto de alguma critica, com algumas análises a referirem a sua falta de foco e por ser muito dispersa, enquanto que outros reconhecem o seu poder emotivo e a exploração que faz de temas adultos. Metal Gear Solid V: The Phantom Pain recebeu pontuações perfeitas de várias publicações, incluindo Famitsu, GameSpot, God is a Geek, IGN, The Telegraph e a revista Time, descrito por alguns como o melhor da série assim como um dos melhores jogos do ano.

## Enredo
Em 16 de março de 1975, logo após os eventos do Ground Zeroes , Venom Snake entrou em coma. Quando ele finalmente acordou quase nove anos depois, em 26 de fevereiro de 1984, uma enfermeira notou que ele havia acordado e alertou rapidamente um médico que informou Venom Snake sobre sua condição médica e depois disse ao último que ele tinha que sair quando estava sendo procurado. pelas forças inimigas.
Venom Snake conheceu um paciente misterioso chamado Ismael, que alegou ser um conhecido dele e tentou ajudá-lo a se levantar. Ishmael injetou Digoxin em Venom Snake para lhe dar alguma capacidade de recuperar suas funções motoras. Durante seus nove anos de coma, a maioria de seus músculos se atrofiou, e "Big Boss" foi forçado a engatinhar lentamente. Ao se aproximarem do elevador, encontraram uma criança usando uma máscara de gás. A criança imediatamente levitou e passou pelo teto quando o elevador explodiu, jogando-as violentamente no chão. Uma Venom Snake desorientada testemunhou uma figura fantasma saindo do fogo. Ele rapidamente se retirou com Ishmael em outra direção, tentando escapar do hospital enquanto um helicóptero militar estava vasculhando a área ao redor do prédio. Venom Snake e Ishmael conseguiram comandar uma ambulância, mas acabaram quebrando-a logo em seguida. Enquanto Venom Snake rastejava da ambulância acidentada, pela janela quebrada da frente, ele foi novamente confrontado pela criança vestindo máscara de gás que convocou uma enorme chama na forma de uma baleia jubarte que engoliu um helicóptero de ataque que avançava em sua direção. Venom Snake de alguma forma conseguiu escapar e acabou sendo pego e resgatado por Ocelot. Os dois então escapam a cavalo enquanto são perseguidos por uma aparição ardente de um demônio montado em um unicórnio.
- Afeganistão

Algum tempo depois de sua fuga, Ocelot e veneno de cobra viajou para o Afeganistão . Em 24 de março, eles montaram a cavalo em uma soviético -controlado área do norte de Cabul, a cavalo, a fim de encontrar um posto avançado onde Miller tinha sido supostamente mantido em cativeiro durante dez dias. Ocelot acreditava que Miller tinha apenas três dias para viver, então ele encarregou Venom Snake de se infiltrar na área e resgatá-lo para que eles pudessem ter uma chance de se vingar dos responsáveis por colocar Venom Snake em coma. Depois que Ocelot forneceu a Venom Snake seu briefing de missão, os dois se separaram e Venom Snake foi resgatar Miller com Ocelot, dando-lhe apoio da Mãe Base via rádio. Venom Snake conseguiu encontrar Miller, cujo braço direito e perna esquerda haviam sido amputados durante o cativeiro, e o levou de volta à Base Mãe.

## Jogabilidade

Snake a procurar cobertura atrás de um muro. Tal como nos jogos anteriores da série, os jogadores utilizam várias tácticas de acção furtiva.

Em The Phantom Pain, os jogadores têm o papel de Punished "Venom" Snake (também conhecido como o alias Big Boss) num ambiente massivo em mundo aberto. As mecânicas são muito iguais a Metal Gear Solid V: Ground Zeroes, o que significa que os jogadores terão e se infiltrar em vários pontos pelo mundo do jogo, evitando guardas e tentando permanecer indetectáveis. Snake tem vários objectos ao dispor incluindo binóculos, mapas, pistolas, espingardas de assalto e explosivos. Os jogadores podem usar veículos para atravessar o mapa como carros e tanques (em adição a caminhar ou em cavalo) - como certos locais são montanhosos, o jogador pode optar por fazer escalada para criar atalhos. Também se pode chamar suporte de helicóptero para ajudar em combate ou para simplesmente obter informações sobre um determinado local.
Snake também pode pedir ajuda a companheiros de IA, como Quiet, uma soldado especialista com habilidades super-naturais. Ela pode detectar inimigos, disparar contra os seus capacetes para Snake de seguida disparar nas suas cabeças, ou sincronizar tiros para mortes múltiplas; DD (Diamond Dog), um lobo salvo no Afeganistao, que pode ser treinado por Ocelot para ajudar Snake nas missões. DD tem a habilidade de cheirar guardas e plantas raras, criar distracções ao ladrar e atacar. Pode também aprender truques novos se o jogador investir nas "roupas de cão"; o D-Horse, um cavalo para transporte rápido e com um selim personalizável possibilitando o transporte de maior quantidade de equipamento. os jogadores podem se pendurar num dos seus lados para evitar serem vistos e usar o seu excremento para fazer os carros derrapar para fora da estrada; e o D-Walker, um robot mecânico bípede com várias características, algumas das quais podem ser melhoradas. As habilidades destes companheiros e a sua eficiência depende da interacção e da relação do jogador para com eles. O jogador pode acabar o jogo sem recorrer à ajuda dos companheiros assim como também é possível passar todo o jogo sem conhecer alguns deles.
Como em Metal Gear Solid: Peace Walker, The Phantom Pain tem uma característica de construção de bases que permite ao jogador produzir armas e vários itens a partir da base mãe virtual. A recruta de soldados inimigos e de prisioneiros também regressa para este jogo, permitindo à Base Mãe crescer. O recrutamento de soldados que falem diferentes idiomas será crucial para os jogadores, "Não irás perceber os soldados a falarem uma língua estrangeira se não tiveres um interprete na Base Mãe que fale a sua língua, tal como também não serás capaz de interrogá-los", refere Hideo Kojima, director do jogo. Ao contrário de Peace Walker em que os jogadores só podiam ver a Base Mãe a partir do céu, em Phantom Pain pode-se controlar Snake e explorar o complexo a pé. O sistema terra-ar The Fulton, apresentado em Peace Walker é de novo usado para este jogo, em que os jogadores podem usá-lo para transportar soldados capturados e outros objectos para a Base. A base pode ser melhorada através de dinheiro encontrado pelo jogo, sobre a forma de diamantes, de contentores de transporte, entre outros. A receita pode então ser utilizada para investir em melhorias, na aparência e nas habilidades de Snake, dos seus companheiros e dos veículos. Por exemplo, o braço protético de Snake pode ser modificado para alojar uma arma eléctrica, ou colocar controlos para voar como um drone.
A IA do inimigo foi melhorada no que toca a precaução de situação. Se os jogadores usam várias vezes uma arma ou uma táctica para imobilizar soldados, se o jogador repetir essa missão verá o número de inimigos aumentado e com melhor equipamento; por exemplo, o uso frequente de tiros na cabeça terão os inimigos equipados com capacetes, tornando mais difícil apontar à cabeça.
Hideo Kojima revelou que o jogo terá um novo ciclo "dia/noite" que funciona em tempo real e que "dependendo de como você viaja de um nível para o outro, [o] tempo de viagem irá afectar a hora do dia quando você chegar ao seu destino". O ciclo anda mais rápido se Snake acender um e-cigarro; aparece um relógio Seiko no ecrã a mostrar o tempo. A passagem do tempo permite aos jogadores por exemplo analisar o movimento das forças inimigas da zona onde estão, tal como as mudanças nas patrulhas. Os efeitos climatéricos, como tempestades de areia e chuva, afectam a maneira de jogar e o ambiente. Também será dado ao jogador a hipótese de escolher a ordem dos eventos da história, ao seleccionar as missões na ordem que quiser, e mesmo assim "no fim conseguir compreender a mensagem dada".
Hideo Kojima falou sobre a natureza restritiva dos anteriores jogos Metal Gear: "colocá-lo [o jogador] num único caminho para ir do ponto A ao ponto B, com alguma liberdade pelo meio". Em contraste, a equipa de Kojima irá oferecer ao jogador novas maneiras de infiltração e de transposição, com por exemplo, usar um avião, um helicóptero ou uma moto até chegar à zona da missão. As acções do jogador afectam o mundo do jogo; por exemplo, sabotar um radar abre novos pontos de infiltração. Kojima quer com isso ter "uma verdadeira experiência em mundo aberto" com The Phantom Pain. De acordo com a revista Famitsu, a Konami confirmou que o mundo de The Phantom Pain é duzentas vezes maior que o de Ground Zeroes, com grande variedade de ambientes e condições climáticas, permitindo aos jogadores explorar livremente o mapa enquanto prosseguem para as várias missões do jogo, tal como em qualquer outro jogo do estilo sandbox. Em adição, os jogadores que jogaram Ground Zeroes podem importar os dados salvos para The Phantom Pain e com isso ganhar habilidades especiais.
Como em Ground Zeroes, Metal Gear Solid V: The Phantom Pain tem uma aplicação companheira, compatível com Xbox One, PlayStation 3 e PlayStation 4. Entre outras funcionalidade, os jogadores podem utilizar o seu telemóvel ou tablet para ver tudo o que acontece no iDroid de Snake, como ver o mapa, aceder à Base Mãe ou ouvir as cassetes que encontrem no jogo.

### Multijogador
As primeiras informações sobre o modo multijogador foram dadas em 5 de Dezembro de 2014. Metal Gear Solid V inclui dois modos multijogador, o novo Metal Gear Online (MGO), produzido pela divisão de Los Angeles da Kojima Productions, lançado a 6 de Outubro nas consolas e em Janeiro de 2016 para Microsoft Windows; e um outro, "Forward Operating Bases", que é uma extensão da característica de construção da Base Mãe no jogo principal.

#### Metal Gear Online

No modo “Bounty Hunter”, os jogadores podem usar o sistema Fulton para capturar inimigos.

Metal Gear Online usa o mesmo esquema de controlos do jogo principal, com muitas das mesmas técnicas e equipamentos. Os jogadores podem raptar inimigos com a ajuda do Fulton, e interrogá-los. Se o jogador marcar um inimigo toda a sua equipa fica a saber a sua posição. Os jogadores também podem personalizar o seu personagem MGO com o equipamento e aparência que recuperaram do jogo principal ou então criar um novo de raiz. Os jogadores podem ter o apoio de um Companheiro ("Buddy"); quando a barra Buddy chega a 50% ou mais, o jogador pode automaticamente se colocar na localização do seu companheiro, quando chega a 100%, pode ser usado um aparelho (o E-RB Wormhole Gen) que o coloca junto do seu companheiro quando o desejar fazer. Os personagens podem ser melhorados com pontos de experiência.
Existem três classes em Metal Gear Online: os soldados Scout, que podem marcar inimigos e usam armas de longo alcance, os Enforcer que usam armas pesadas e têm muita energia e os Infiltrator que estão mais adaptados para combate em ambientes fechados usando técnicas furtivas. Ocelot e Snake são personagens jogáveis e pertencem a uma classe chamada Unique Characters. Quando um desses personagens é seleccionado no menu de missão, um jogador da equipa é escolhido aleatoriamente para ficar com esse papel. Estes personagens têm habilidades únicas e superiores, para além de terem acções e armas exclusivas.
Metal Gear Online inclui vários modos de jogo: no modo “Bounty Hunter”, é dado a cada equipa um número de "bilhetes", e esta tem de os “esvaziar” para sair vitoriosa, matando os inimigos ou capturando-os com a ajuda do Fulton. As capturas feitas com o Fulton aumenta os bilhetes dos inimigos, de acordo com o nível/reputação (Bounty Points) do inimigo capturado; o modo “Cloak and Dagger”, onde uma equipa defende um disco de dados e outra procura capturá-lo para os enviar para o ponto de evacuação. Neste modo o jogador quando morre só pode voltar a participar na próxima ronda; e “Comm Control”, onde uma equipa ataca para conquistar pontos específicos e a outra os defende. A acção decorre em cinco mapas, Jade Forest, Red Fortress, Gray Rampart, Amber Station e Black Site, este último que recria o cenário de Camp Omega de Metal Gear Solid V: Ground Zeroes.

#### Forward Operating Bases
As Forward Operating Bases podem servir para os jogadores expandir as suas operações, e ser usadas para gerar recursos para a campanha principal. Os jogadores podem personalizar a segurança, o pessoal e o aspecto das suas bases, permitindo um número infinito de configurações. Estas novas bases podem ser atacadas por outros jogadores, resultando num modo jogador-vs-jogador, em que a equipa que ataca tenta roubar recursos da equipa que defende a base. Os defensores também podem chamar os seus amigos para ajudar na defesa, especialmente se a sua base está a ser atacada durante uma missão da história.
Depois do sucesso ou do fracaso em conquistar a base, a localização da base do jogador que atacou é revelada no mapa, permitindo que o jogador que foi atacado lançe contra-ataques. O modo “Forward Operating Base” contém microtransações opcionais, e foi idealizado para ser uma experiência multijogador totalmente separada de Metal Gear Online.

## Sinopse

### Personagens

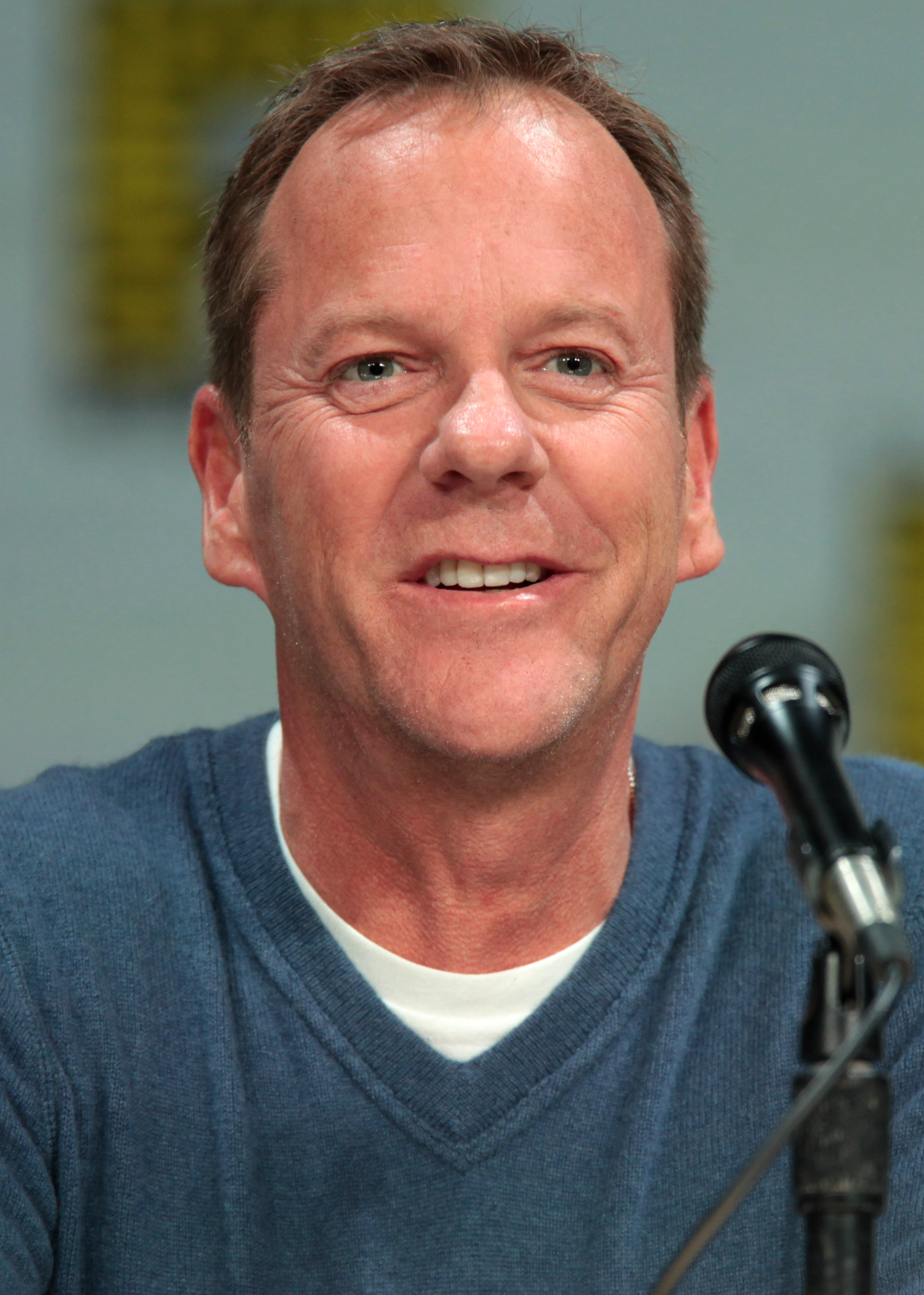
O actor Kiefer Sutherland é quem dá a voz a Snake na versão de língua inglesa.

Em contraste com os capítulos antecedentes da série MGS, o estúdio Kojima Productions está a fazer o trabalho de vozes e de captura de movimentos primariamente em inglês, com atores e dublês de Hollywood. As vozes japonesas serão dubladas por cima do desempenho dos atores de língua inglesa ao invés do contrário.
David Hayter, que desde o lançamento de Metal Gear Solid em 1998 dava a voz inglesa de Solid Snake (e mais tarde de Big Boss), não voltou para interpretar o personagem em Metal Gear Solid V. Questionado pela GameTrailers sobre esta situação, Kojima respondeu que, "Será uma pessoa nova, não posso dizer quem ainda. Estamos a tentar recriar a série Metal Gear. É um novo tipo de jogo Metal Gear, e queremos que isto seja reflectido no actor que dá a voz." Em junho de 2013, numa conferencia pré-E3 da Konami, foi revelado que o actor Kiefer Sutherland é quem dará a voz a Snake, bem como a captura de movimentos. Kiefer Sutherland assinou o papel depois de uma sugestão feita a Kojima pelo realizador e produtor de Hollywood, Avi Arad. A razão de Kojima para substituir Hayter tem a ver com "as expressões faciais e tom de voz, mais do que palavras" e porque também "precisava de alguém que genuinamente transmitisse as qualidades de voz e de face de um homem perto dos cinquentas". Akio Otsuka continua a dar a sua voz a Snake na versão japonesa.
Outros membros do elenco incluem Troy Baker como Ocelot, Jay Tavare como Code Talker, James Horan como Skull Face, Robin Atkin Downes como Kazuhira "Kaz" Miller e Christopher Randolph como Dr. Emmerich. A versão japonesa tem Tomokazu Sugita como Miller, Hideyuki Tanaka como Emmerich, Takaya Hashi como Skull Face, Satoshi Mikami como Ocelot, Osamu Saka (que já tinha interpretado Sergei Gurlukovich em Metal Gear Solid 2: Sons of Liberty e The End em Metal Gear Solid 3: Snake Eater) como Code Talker, e Yūtarō Honjō como Eli. Stefanie Joosten, modelo holandesa, deu a sua aparência à heroína Quiet, uma atiradora furtiva muda com habilidades sobrenaturais que pode ajudar Snake nas missões, dependendo das escolhas do jogador.

### Cenário
Depois dos eventos de Metal Gear Solid V: Ground Zeroes, Snake cai num coma, depois da destruição da Base Mãe, base de operações da MSF. Nove anos mais tarde, Snake finalmente acorda do seu coma e forma um novo grupo mercenário, os Diamond Dogs. Agora com os nomes de código "Punished Snake" e "Venom Snake", ele entra no Afeganistão durante a Guerra Soviética-Afegã e em África (no decorrer da Guerra Civil Angolana, na fronteira Angola-Zaire), para perseguir os homens responsáveis pela destruição dos MSF. Pelo caminho, familiariza-se de novo com o seu anterior rival Ocelot e encontra uma unidade de guerreiros que ficaram sem passado, presente e futuro. Enquanto Snake e Kazuhira "Kaz" Miller inicialmente estão motivados para se vingarem, logo descobrem uma trama criada pela organização Cipher para desenvolver um novo modelo da arma Metal Gear, um sistema conhecido como ST-84 "Sahelanthropus".

## Desenvolvimento
O jogo foi anunciado por Hideo Kojima na edição #65 da Official PlayStation Magazine. Em novembro de 2011 Hideo Kojima dirigiu-se aos fãs, através da sua conta no Twitter, afirmando que "para os fãs descansarem e esperarem pacientemente que a sequela de Metal Gear Solid virá no futuro." Em fevereiro de 2012 foi relatado que a Kojima Productions estava a contratar pessoal especializado para a produção do jogo.
Em 28 de Fevereiro de 2012 numa entrevista dada à revista francesa IG, Kojima revelou que um novo Metal Gear Solid já estava em produção. Na mesma entrevista Kojima também referiu "Nós ainda não colocámos um ponto final em Solid Snake, apesar de eu ter querido deixá-lo morrer no final de Guns of the Patriots."

### ComoGround Zeroes
Foi anunciado oficialmente em Tóquio, originalmente com o nome Metal Gear Solid: Ground Zeroes, durante um evento privado de celebração do 25º aniversário da série em 30 de Agosto de 2012. Durante o anúncio foi mostrado um vídeo por Hideo Kojima em que se podia ver Snake a rastejar, a esquivar-se das luzes dos holofotes, a matar guardas, a conduzir um jeep e a chamar um helicóptero para evasão. Ground Zeroes fez a sua primeira aparição pública dias depois durante a Penny Arcade Expo 2012. O diretor Hideo Kojima confirmou que Big Boss regressa como protagonista do jogo e que a história servirá como prólogo para um futuro jogo da série. É o primeiro jogo da série que utilizará o motor de jogo Fox Engine, produzido pela Kojima Productions. Em Janeiro de 2013, Kojima revelou que Ground Zeroes terá legendas em árabe, algo que a equipa já tinha planeado para jogos antecedentes. Em adição, também confirmou que a duração das cutscenes será reduzida porque acredita que os longos vídeos estão ultrapassados.
Em entrevista à VG247, Hideo Kojima expressou alguma preocupação sobre se Ground Zeroes será ou não editado. Afirmou que ele criará no jogo com "muitos tabus, muitos temas adultos, que são um pouco arriscados" continuando dizendo que "não tenho a certeza se consigo lançar o jogo". Acrescentou também que "como criador, quero correr esse risco. Como produtor, é o meu trabalho tentar vender o jogo. Mas no entanto estou a criar este projecto do ponto de vista do criador, em que dou prioridade à criatividade sobre as vendas."

### ComoThe Phantom Pain
Durante os Spike Video Game Awards, em Dezembro de 2012, foi mostrado um vídeo conhecido como The Phantom Pain, produzido pela Moby Dick Studio, uma produtora sueca. Alegadamente dirigido por Joakim Mogren, a missão do estúdio seria "entregar uma experiência de jogo descomprometida, excitante e tocante para toda a gente no mundo interiro." Depois da apresentação, começaram a aparecer várias especulações de que afinal The Phantom Pain era realmente um jogo Metal Gear; notando que o protagonista fazia lembrar Big Boss, gráficos parecidos com os feitos pelo motor Fox Engine e que o título "Metal Gear Solid V" poderia caber no espaço negativo e nos recortes do logótipo do jogo, quando usando a mesma fonte. Também foi visto que o nome "Joakim" era um anagrama de "Kojima", que a página da Internet do estúdio apenas foi registada duas semanas antes do anúncio e que várias pessoas usavam t-shirts da Moby Dick Studio, estavam sentadas numa área VIP destinada ao pessoal da Konami. Hideo Kojima brincou ao dizer que estava impressionado com o vídeo e que Morgen foi inspirado em Metal Gear.
Mogren apareceu numa entrevista a 14 de Março de 2013, num episódio da GameTrailers TV; afirmando que não podia revelar mais detalhes, confirmando que teria mais informações de The Phantom Pain durante a Game Developers Conference, mostrando também uma série de imagens num iPad ao anfitrião do programa, Geoff Keighley. No entanto, depois de Keighley apontar para o logótipo de Fox Engine nas imagens, Mogren ficou nervoso e o segmento parou abruptamente.
A 27 de Março de 2013 na Game Developers Conference, Kojima confirmou oficialmente que o seu estúdio era o responsável pelo vídeo, e anunciou que Metal Gear Solid V seria dois jogos separados; Ground Zeroes serviria agora como prólogo ao jogo principal, com o nome oficial de Metal Gear Solid V: The Phantom Pain. Subsequentemente foi apresentado um vídeo para o jogo, com vários aspectos e características do motor Fox Engine. O vídeo tinha a música "Not Your Kind of People" da banda norte-americana Garbage.

Poster promocional distribuído na E3 2013, desenhado por Kyle Cooper.

Apesar do vídeo mostrado estar a correr num PC, o jogo irá ser editado para a actual geração de consolas. Kojima confirmou que os visuais vistos no vídeo estavam muito perto da versão final. Também disse que gostava que Metal Gear Solid V fosse o seu último jogo Metal Gear, observando que, ao contrário dos títulos anteriores, em que ele tinha anunciado que tinha anunciado o mesmo mas acabando por fazer títulos posteriores, Kojima gostaria de se reformar da série depois de Metal Gear Solid V. Embora o vídeo tenha Snake a sofrer alucinações, sob a forma de uma baleia em chamas, Kojima deu a certeza de que vai haver um equilíbrio no realismo. Kojima revelou mais tarde que The Phantom Pain foi inicialmente apresentado como um jogo independente, de modo a avaliar a resposta do público e da indústria para o motor Fox Engine, porque sentiu que anunciando o jogo como parte de Metal Gear Solid V ofuscasse as reacções ao motor.
Em 10 de Junho de 2013 na E3 2013, foi mostrado um quarto vídeo na conferencia de imprensa da Microsoft, demonstrando novas mecânicas assim como o elenco de personagens. A produção de uma versão para Xbox One também foi anunciada durante a conferencia. A 11 de Junho, a versão padrão do vídeo mostrado ficou disponibilizado no canal oficial da Konami no YouTube, assim como uma versão do realizador para audiências mais adultas. O vídeo também confirmou a produção de uma versão para PlayStation 4 em adição à já anunciada versão para Xbox One. Em entrevista ao site GameTrailers, Hideo Kojima afirmou que Metal Gear Solid V poderá ser lançado para PC mas que tal "não é uma prioridade. Mas estamos a fazer e esperamos colocá-lo [no PC] também."
O vídeo de Metal Gear Solid V mostrava o jogo a correr em hardware de PC, comparável a PlayStation 3 e Xbox 360. Os produtores querem melhorar as qualidades tecnicas das versões que serão lançadas para a próxima geração de consolas (PS4 e Xbox One). Metal Gear Solid V irá incluir o próximo capítulo de Metal Gear Online, agora produzido pelo novo estúdio da Kojima Productions em Los Angeles.
Em Março de 2014, em entrevista ao site IGN, Kojima mostrou-se preocupado que os "jogadores comecem a queixar-se" devido à longevidade do jogo, porque "The Phantom Pain sofre o risco das pessoas não serem capazes de terminarem a história, pois será mais de 200 vezes maior do que Ground Zeroes."
Em Junho de 2014, durante a Electronic Entertainment Expo, foi mostrado um novo vídeo durante a conferencia de imprensa da Sony, revelando mais detalhes do enredo. Foi acidentalmente colocado no canal do YouTube da Konami um dia antes. Juntamente com o vídeo, a página oficial de Metal Gear Solid V foi actualizada com nova informação e imagens como por exemplo a evolução do desenho de Snake ao longo da série.
Quando questionado sobre se este jogo será o último Metal Gear, Kojima referiu que Metal Gear Solid V: The Phantom Pain será o último jogo da saga Metal Gear Solid, e que é também o seu último jogo na série. "Sempre disse que será este o meu último Metal Gear" disse Kojima, "os jogos na série que eu próprio produzi e desenhei - Metal Gear no MSX, MG2, MGS1, 2, 3, 4, Peace Walker, e agora MGSV -- são o que constitui uma única 'saga Metal Gear.' Com MGSV, estou finalmente a fechar o circulo dessa saga", "nesse sentido, este será o último 'Metal Gear Solid,'" continuou Kojima. "mesmo que a série 'Metal Gear' continue, este é o ultimo 'Metal Gear'".
Durante a E3 2015, foi dada uma demonstração para o jogo juntamente com um novo vídeo com a canção "Elegia" da banda britânica New Order.
A 25 de Agosto de 2015, dias antes do lançamento oficial, Kojima lançou um vídeo com o nome "Metal Gear's Evolution and Harmony", com pequenos excertos de outros vídeos usados em jogos anteriores juntamente com a revelação do novo "Metal Gear Sahelanthropus".
Foram gastos mais de $80 milhões na produção do jogo.

## Lançamento

Conteúdo da ‘Collector's Edition’.

Metal Gear Solid V: The Phantom Pain foi lançado mundialmente pela Konami a 1 de Setembro de 2015 para Microsoft Windows, PlayStation 3, PlayStation 4, Xbox 360 e Xbox One. Adicionalmente o jogo e o seu antecessor, receberam actualizações um dia antes do lançamento oficial de The Phantom Pain.
A Konami e a Sony Computer Entertainment anunciaram em exclusivo para o Japão, uma edição especial da consola PS4 inspirada em Metal Gear Solid V: The Phantom Pain. A consola reproduz as cores do braço artificial de Snake, enquanto que o comando DualShock 4 é inspirado na sua arma. Também para aquele território, a Sony criou uma edição limitada de smartphones, tablets e walkmans baseada em Metal Gear Solid 5: The Phantom Pain. Os jogadores que pré-reservarem o jogo via Steam, recebem Ground Zeroes como bónus. Foi criado um conjunto de fatos inspirados em The Phantom Pain para o jogo LittleBigPlanet 3.
A 4 de Março de 2015 a Konami revelou as duas edições especiais de Metal Gear Solid V: The Phantom Pain: a ‘Day 1 Edition’ e a ‘Collector's Edition’. A ‘Day 1 Edition’ inclui um mapa (apenas na versão física) e vários conteúdos digitais como armas, fatos e XP bónus para Metal Gear Online. A ‘Collector's Edition’ inclui uma réplica do braço mecânico de Snake, uma caixa metálica, um Blu-Ray com um documentário e vídeos, um mapa, uma embalagem exclusiva, o pacote “Weapon & Shield” que contém várias armas e escudos especiais, várias caixas de papelão, fatos para Snake, o emblema 'VENOM SNAKE', XP bónus e vários itens para usar em Metal Gear Online. A ‘Collector's Edition’ está disponível apenas para PlayStation 4 e Xbox One.
A Play Arts Kai da Square Enix, criou uma linha de figuras para Metal Gear Solid V: The Phantom Pain, incluindo uma de Venom Snake, Quiet, e Skull Face.

## Controvérsias

### Desenho de Quiet
A personagem Quiet tem sido objecto de controvérsia, no que concerne à representação das mulheres nos videojogos. Kojima refere que deu instrução ao director de arte de The Phantom Pain para fazer alguns personagens do jogo "mais eróticas", para encorajar o cosplay e as vendas de figuras. Mais tarde disse que tinha sido mal interpretado e que "sexy" teria sido a palavra correcta a usar, "O que estou a tentar fazer é criar personagens únicos. Uma delas é, claro, Quiet. Ela é mesmo uma personagem singular. Queria lhe dar aquele ar com mais sexismo" disse Kojima, "Não era suposto ser erótico, mas sexy."
A controvérsia continuou depois do lançamento do jogo em Setembro de 2015. Michael McWhertor na sua análise para o site Polygon descreveu a exagerada sexualização de Quiet como gratuita, provoca distracção, desnecessária e mal conseguida, fazendo notar que é dado a Quiet um tratamento francamente diferente daquele que é dado aos outros personagens, particularmente durante as peças cinematográficas. McWhertor faz notar que apesar do jogo explicar a nudez da personagem (deriva de um problema fotossintético na pele), outros personagens que têm a mesma condição, como Code Talker em The Phantom Pain e The End em Metal Gear Solid 3: Snake Eater, aparecem totalmente vestidos. Numa cena, um grupo de soldados tenta violar Quiet, apenas para ela os matar a todos, um cenário que McWertor sentiu que foi feito apenas "tirar as calças de Quiet" seguido de uma cinematografia "cansativa", focada desnecessariamente no seu peito e traseiro. McWhertor refere que é um tratamento de mau gosto, ao ponto de diminuir a personagem e o seu papel na história.
Kojima já tinha recebido criticas similares pela sua representação de violência sexual para com a personagem Paz em Metal Gear Solid V: Ground Zeroes.

### Semelhança com Sergio Canavero
Em Abril de 2015, o site NeoGAF começou uma discussão sobre a aparência de um médico que aparece nos vídeos de The Phantom Pain, fazendo notar que o personagem deve ter sido baseado no cirurgião italiano Sergio Canavero. A discussão tornou-se víral depois de ter sido discutida por vários sites incluindo Kotaku, e IGN, levando alguns a acreditar que o trabalho de Canavero poderia ser um golpe de publicidade para o jogo. Em resposta, Canavero negou qualquer envolvimento no jogo e que planeja processar a Konami por usar a sua aparência.

### Disputas entre a Konami e Kojima
Em Março de 2015, a Konami anunciou planos para reestruturação na secção dos videojogos, que em parte afectaria Kojima e o seu estúdio de produção. Em Julho de 2015, o actor japonês Akio Otsuka, conhecido por emprestar a sua voz para o personagem de Snake na série, referiu que a Kojima Productions tinha sido desmantelada. Em jeito de resposta a Konami confirmou que pensa em criar mais jogos da série. Como parte da reestruturação, referências a Kojima e à Kojima Productions foram retiradas da capa de The Phantom Pain e de todos os futuros lançamentos e materiais de promoção para The Phantom Pain, Ground Zeroes e The Legacy Collection. Um porta-voz da Konami referiu que Kojima continuará envolvido na Konami e na série Metal Gear.

### Inclusão de microtransações
Durante o ciclo de produção, a Kojima Productions e a Konami foram objecto de critica por incluírem microtransações (um sistema que permite aos jogadores pagarem para terem acesso a conteúdo no jogo) em Metal Gear Solid V: The Phantom Pain. No entanto, um porta voz da Kojima Productions confirmou que o sistema estava incluído para beneficiar jogadores que não tinham tempo para acabar o jogo, dado o seu tamanho, e que nenhum conteúdo estaria disponível exclusivamente através deste processo. Mais criticas se levantaram depois de uma análise ao jogo ter descrito que o modo Forward Operating Base estava por detrás de uma "parede de pagamentos", fazendo com que a Konami refutasse a afirmação ao dizer que as microtransações actuam apenas como um acelerador.

## Recepção

### Criticas profissionais
Metal Gear Solid V: The Phantom Pain recebeu enorme aclamação por parte da critica especializada, com alguns a dizer que é o melhor da série. A versão PlayStation 4 tem uma média agregada de 91.47% no GameRankings e de 93/100 no Metacritic.

### Vendas
De acordo com a Konami, no lançamento foram distribuídas mais de 3 milhões de unidades de Metal Gear Solid V: The Phantom Pain, atingindo os mesmos valores de Metal Gear Solid 4: Guns of the Patriots. A 30 de Outubro o número de unidades distribuídas já era superior a 5 milhões.
De acordo com o Chart-Track, Metal Gear Solid V estreou-se na posição #1 nas tabelas do Reino Unido, sendo o terceiro maior lançamento em 2015, atrás de Batman: Arkham Knight e The Witcher 3: Wild Hunt. Também para aquele território, foi o lançamento mais bem sucedido da série, batendo o detentor do recorde Metal Gear Solid 2: Sons of Liberty por 37%. Excluindo as vendas para PC, The Phantom Pain vendeu 72% de cópias na PlayStation 4, 22% na Xbox One, 3% na PlayStation 3 e 2% na Xbox 360. Na primeira semana no Japão, foram vendidas 411,199 cópias para as plataformas PlayStation, estreando-se em #1 lugar nas vendas de software japonesas. Ainda assim, teve vendas inferiores às do antecessor Metal Gear Solid 4: Guns of the Patriots durante o mesmo período de tempo.
Segundo avançado pelo VentureBeat, Metal Gear Solid V: The Phantom Pain conseguiu arrecadar $179 milhões em todo o mundo no seu dia de lançamento.